# Lenka Kovačovicová
Lenka Kovačovicová (* 11. Mai 2001) ist eine slowakische Leichtathletin, die sich auf den Sprint spezialisiert hat.

## Sportliche Laufbahn
Erste internationale Erfahrungen sammelte Lenka Kovačovicová im Jahr 2017, als sie beim Europäischen Olympischen Jugendfestival (EYOF) in Győr mit 12,57 s in der Vorrunde im 100-Meter-Lauf ausschied und über 200 Meter mit 25,28 s im Halbfinale ausschied. Zudem verpasste sie mit der slowakischen 4-mal-100-Meter-Staffel mit 51,98 s den Finaleinzug. Im Jahr darauf schied sie bei den U18-Europameisterschaften ebendort mit 11,92 s im Semifinale über 100 Meter aus und kam im 200-Meter-Lauf mit 24,81 s nicht über die erste Runde hinaus. Zudem wurde sie in der Sprintstaffel (1000 Meter) im Vorlauf disqualifiziert. Anschließend startete sie über 100 Meter bei den Olympischen Jugendspielen und gelangte dort auf den 22. Platz. 2023 belegte sie bei der 2. Liga der Team-Europameisterschaft, die im Zuge der Europaspiele in Chorzów stattfand, in 24,28 s den siebten Platz im B-Lauf über 200 Meter. Anschließend schied sie bei den U23-Europameisterschaften in Espoo mit 24,35 s in der ersten Runde aus und belegte mit der 4-mal-100-Meter-Staffel in 45,06 s den siebten Platz. 2025 wurde sie bei der 2. Liga der Team-Europameisterschaft in Maribor in 44,98 s Fünfte im A-Lauf über 4-mal 100 Meter. Anschließend schied sie bei den World University Games in Bochum mit 24,37 s im Halbfinale über 200 Meter aus und belegte im Staffelbewerb in 44,03 s den vierten Platz.
In den Jahren 2022 und 2024 wurde Kovačovicová slowakische Meisterin im 200-Meter-Lauf sowie von 2020 bis 2022 sowie 2024 und 2025 in der 4-mal-100-Meter-Staffel und 2022 und 2025 auch in der 4-mal-400-Meter-Staffel. Zudem wurde sie 2020 und 2021 sowie 2024 und 2025 Hallenmeisterin in der 4-mal-200-Meter-Staffel sowie 2024 auch über 4-mal 400 Meter.

## Persönliche Bestleistungen
- 100 Meter: 11,58 s (+1,6 m/s), 19. Juni 2025 in St. Pölten
  - 60 Meter (Halle): 7,50 s, 17. Februar 2024 in Bratislava
- 200 Meter: 23,66 s (+2,0 m/s), 17. Juni 2025 in Banská Bystrica
  - 200 Meter (Halle): 24,45 s, 21. Februar 2025 in Ostrava